# 茅莓
茅莓（学名：Rubus parvifolius）又名紅梅消、茅莓悬钩子，为蔷薇科悬钩子属的植物。分布于台湾、日本、朝鲜以及中国大陆，生长于海拔400米至2,600米的地区，常生长在山坡杂木林下、向阳山谷、路旁和荒野。
其种加词“parvifolius”意为“具小叶的”。

## 别名

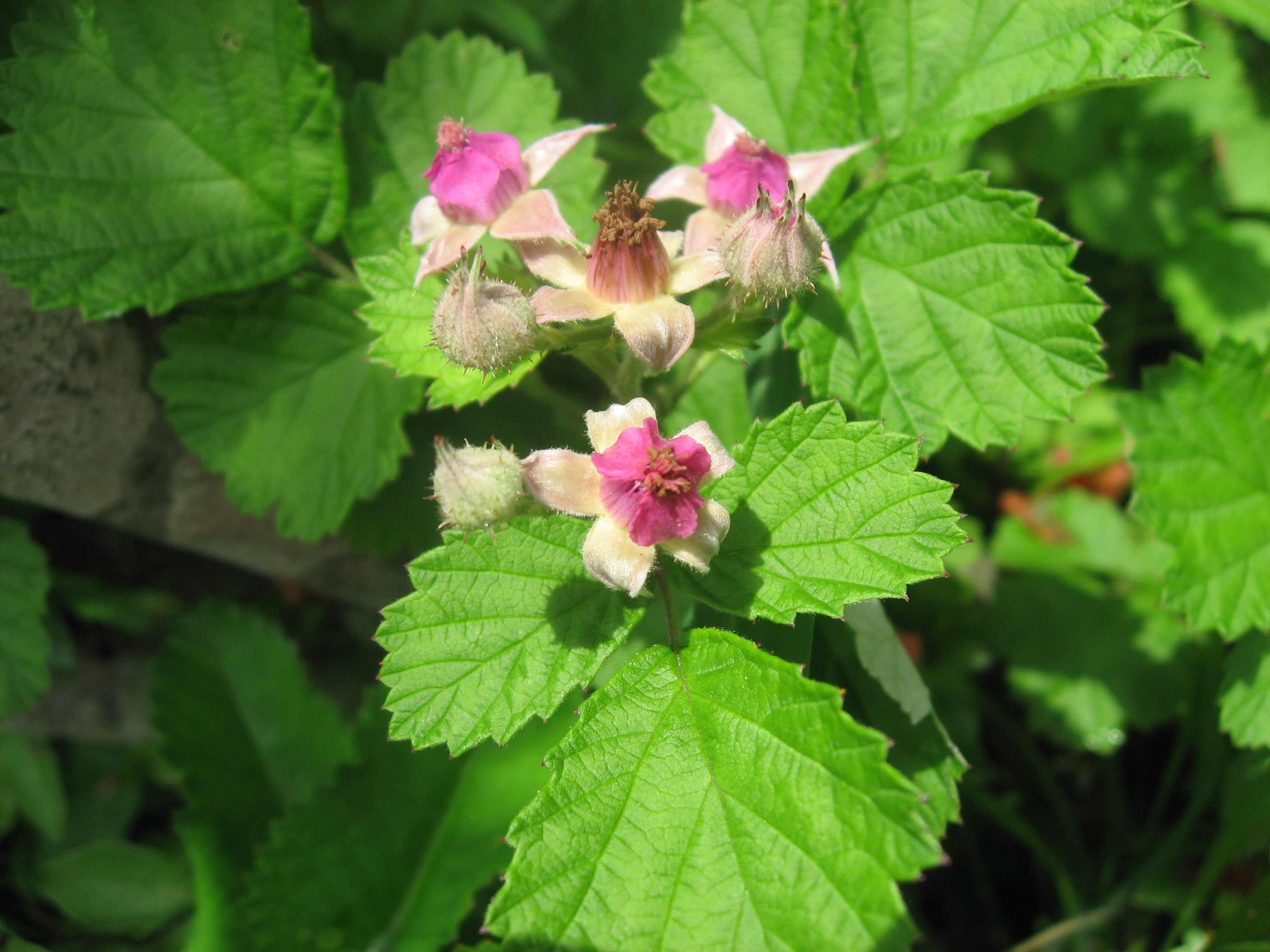
茅苺的花

紅梅消（植物名實圖考） 小葉懸鉤子（華北經濟植物志）　薅田藨（本草纲目） 茅莓悬钩子（东北木本植物图志） 草杨梅子（湖北） 蛇泡簕（岭南采药录）、乐鹰簕（广州）、婆婆头（东北）

## 栽培種
- Rubus parvifolius L. var. adenochlamys (Focke) Migo
- Rubus parvifolius L. var. toapiensis (Yamamoto) Hosok.

## 延伸閱讀
[在维基数据编辑]
 《植物名實圖考·紅梅消》，出自吳其濬《植物名實圖考》

## 外部連結
- 茅莓 Maomei （页面存档备份，存于） 藥用植物圖像資料庫 (香港浸會大學中醫藥學院) （繁體中文）（英文）